# Nannopopillia ludificans
Nannopopillia ludificans är en skalbaggsart som beskrevs av César Marie Félix Ancey 1883. Nannopopillia ludificans ingår i släktet Nannopopillia och familjen Rutelidae. Inga underarter finns listade i Catalogue of Life.